# Werner Peter
Werner Peter (* 25. května 1950, Sandesrdorf) je bývalý východoněmecký fotbalista, útočník.

## Fotbalová kariéra
Ve východoněmecké oberlize hrál za Chemii Halle. Nastoupil ve 277 ligových utkáních a dal 85 gólů. V Poháru UEFA nastoupil v 1 utkání. Za reprezentaci Východního Německa (NDR) nastoupil v letech 1978-1979 v 9 utkáních a dal 1 gól. V roce 1980 byl členem stříbrného východoněmeckého týmu na LOH 1980 v Moskvě, nastoupil ve 4 utkáních a dal 1 gól.

## Ligová bilance
| Ročník           | Zápasy | Góly | Klub         |
| ---------------- | ------ | ---- | ------------ |
| I. liga 1970/71  | 6      | 1    | Chemie Halle |
| I. liga 1971/72  | 9      | 5    | Chemie Halle |
| I. liga 1972/73  | 16     | 2    | Chemie Halle |
| II. liga 1973/74 | 22     | 19   | Chemie Halle |
| I. liga 1974/75  | 22     | 13   | Chemie Halle |
| I. liga 1975/76  | 25     | 10   | Chemie Halle |
| I. liga 1976/77  | 21     | 6    | Chemie Halle |
| I. liga 1977/78  | 26     | 9    | Chemie Halle |
| I. liga 1978/79  | 25     | 1    | Chemie Halle |
| I. liga 1979/80  | 26     | 6    | Chemie Halle |
| I. liga 1980/81  | 23     | 6    | Chemie Halle |
| I. liga 1981/82  | 25     | 2    | Chemie Halle |
| I. liga 1982/83  | 19     | 4    | Chemie Halle |
| I. liga 1983/84  | 12     | 1    | Chemie Halle |
| CELKEM I. liga   | 255    | 66   |              |